# Équipe d'Argentine féminine de hockey sur gazon
Cet article traite de l'équipe féminine. Pour l'équipe masculine, voir Équipe d'Argentine de hockey sur gazon.
Maillots
L'équipe d'Argentine féminine de hockey sur gazon est l'équipe nationale qui représente l'Argentine  lors des compétitions internationales féminines de hockey sur gazon, sous l'égide de la Confédération argentine de hockey sur gazon. Elle consiste en une sélection des meilleures joueuses argentines.

## Palmarès

### Jeux olympiques[1]
- 1988 : 7e
- 1992 : non disputé
- 1996 : 7e
- 2000 :  2e
- 2004 :  3e
- 2008 :  3e
- 2012 :  2e
- 2016 : 7e
- 2020 :  2e
- 2024 :  3e

### Coupe du monde
- 1974 :  2e
- 1976 :  2e
- 1978 :  3e
- 1981 : 6e
- 1983 : 9e
- 1986 : 7e
- 1990 : 9e
- 1994 :  2e
- 1998 : 4e
- 2002 :  Vainqueur
- 2006 :  3e
- 2010 :  Vainqueur
- 2014 :  3e
- 2018 : 7e
- 2022 :  2e

### Champions Trophy
- 2001 :  1er
- 2002 :  2e
- 2004 :  3e
- 2007 :  2e
- 2008 :  1er
- 2009 :  1er
- 2010 :  1er
- 2011 :  2e
- 2012 :  1er
- 2014 :  1er
- 2016 :  1er
- 2018 :  3e